# Fed Cup de 2001
A Fed Cup de 2001 foi a 39ª edição do mais importante torneio entre países do tênis feminino.

## Grupo Mundial

### Fase de grupos
Oito times, divididos em dois grupos, disputaram o título. Rússia e Bélgica foram os primeiros colocados, vencendo seus três jogos.

### Final
A fase principal do Grupo Mundial, que começou em 7 de novembro e foi disputada toda em Madri, teve sua conclusão no dia 11.

### Rússia vs. Bélgica
| Rússia 1 | Parque Ferial Juan Carlos I 11 de novembro de 2001 saibro (coberto) | Parque Ferial Juan Carlos I 11 de novembro de 2001 saibro (coberto) | Bélgica 2 |      |   |  |
| \| \| \| \| 1 \| 2 \| 3 \| \| \| - \| \| ----------------------------------------------------------------- \| --- \| ---- \| - \| \| \| 1 \| \| Nadia Petrova Justine Henin \| 0 6 \| 3 6 \| \| \| \| 2 \| \| Elena Dementieva Kim Clijsters \| 0 6 \| 4 6 \| \| \| \| 3 \| \| Elena Likhovtseva / Nadia Petrova Els Callens / Laurence Courtois \| 7 5 \| 7 62 \| \| \| |                                                                     |                                                                     |           |      |   |  |
| |                                                                     |                                                                     | 1         | 2    | 3 |  |
| 1 | Rússia · Bélgica                                                    | Nadia Petrova Justine Henin                                         | 0 6       | 3 6  |   |  |
| 2 | Rússia · Bélgica                                                    | Elena Dementieva Kim Clijsters                                      | 0 6       | 4 6  |   |  |
| 3 | Rússia · Bélgica                                                    | Elena Likhovtseva / Nadia Petrova Els Callens / Laurence Courtois   | 7 5       | 7 62 |   |  |